# Croton reflexifolius
Espèce
Statut de conservation UICN

 LC  : Préoccupation mineure
Croton reflexifolius est une espèce de plantes à fleurs du genre Croton et de la famille des Euphorbiaceae.

## Répartition
Cette espèce est présente du Mexique jusqu'en Amérique centrale.

## Systématique
Il a pour synonymes :
- Croton nudus, Willd. ex Schltdl., 1831
- Croton sylvaticus, Schltdl., 1847
- Oxydectes reflexifolia, (Kunth) Kuntze